# Chiesa di Santa Maria Assunta (Villa Lagarina)
La chiesa di Santa Maria Assunta è la chiesa parrocchiale di Villa Lagarina, in Trentino. Fa parte della zona pastorale della Vallagarina e risale alla fine del XII secolo. Venne ricostruita in stile barocco e rococò nel XVII secolo per volere della famiglia Lodron.

## Storia

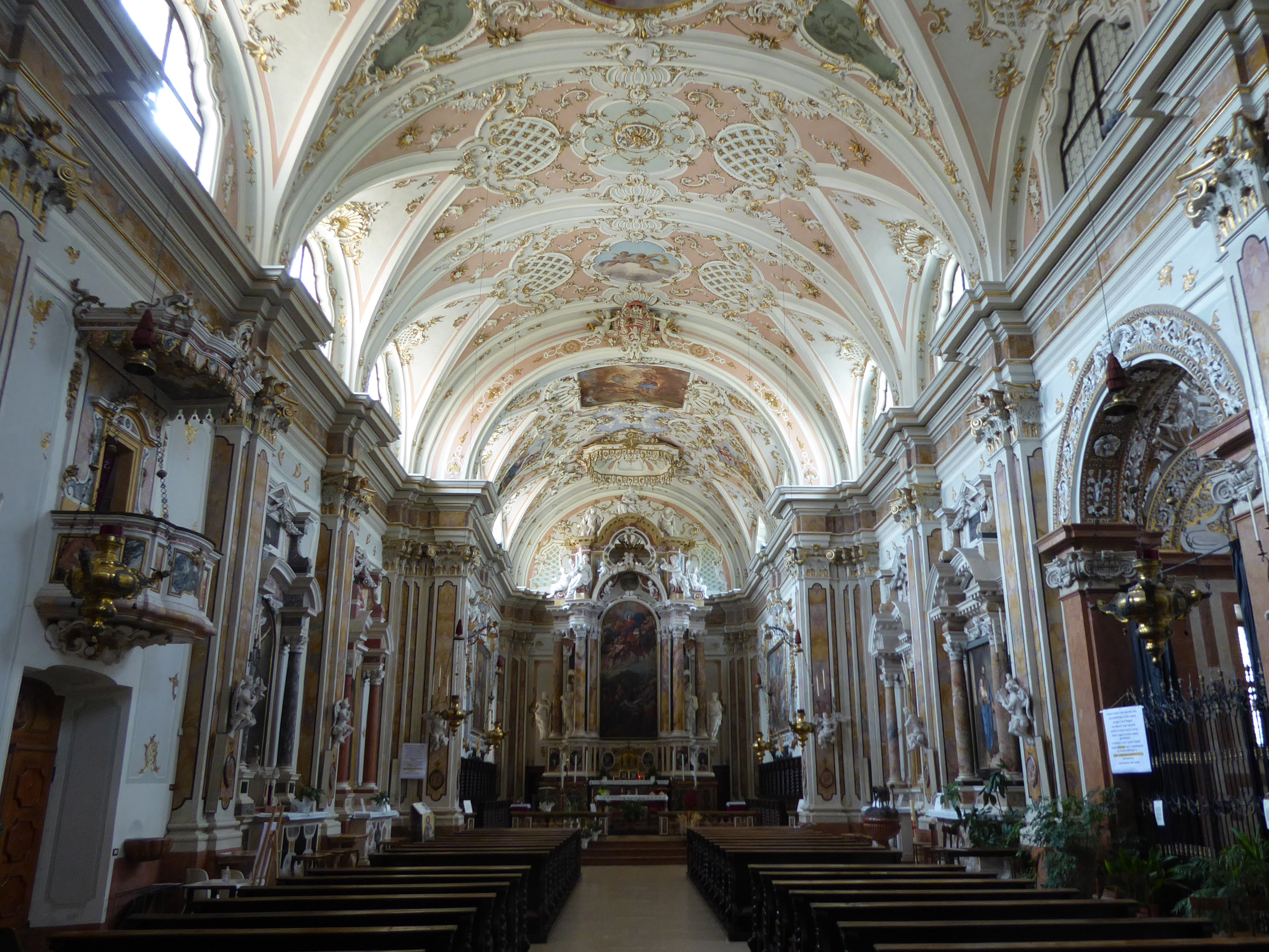
Interno

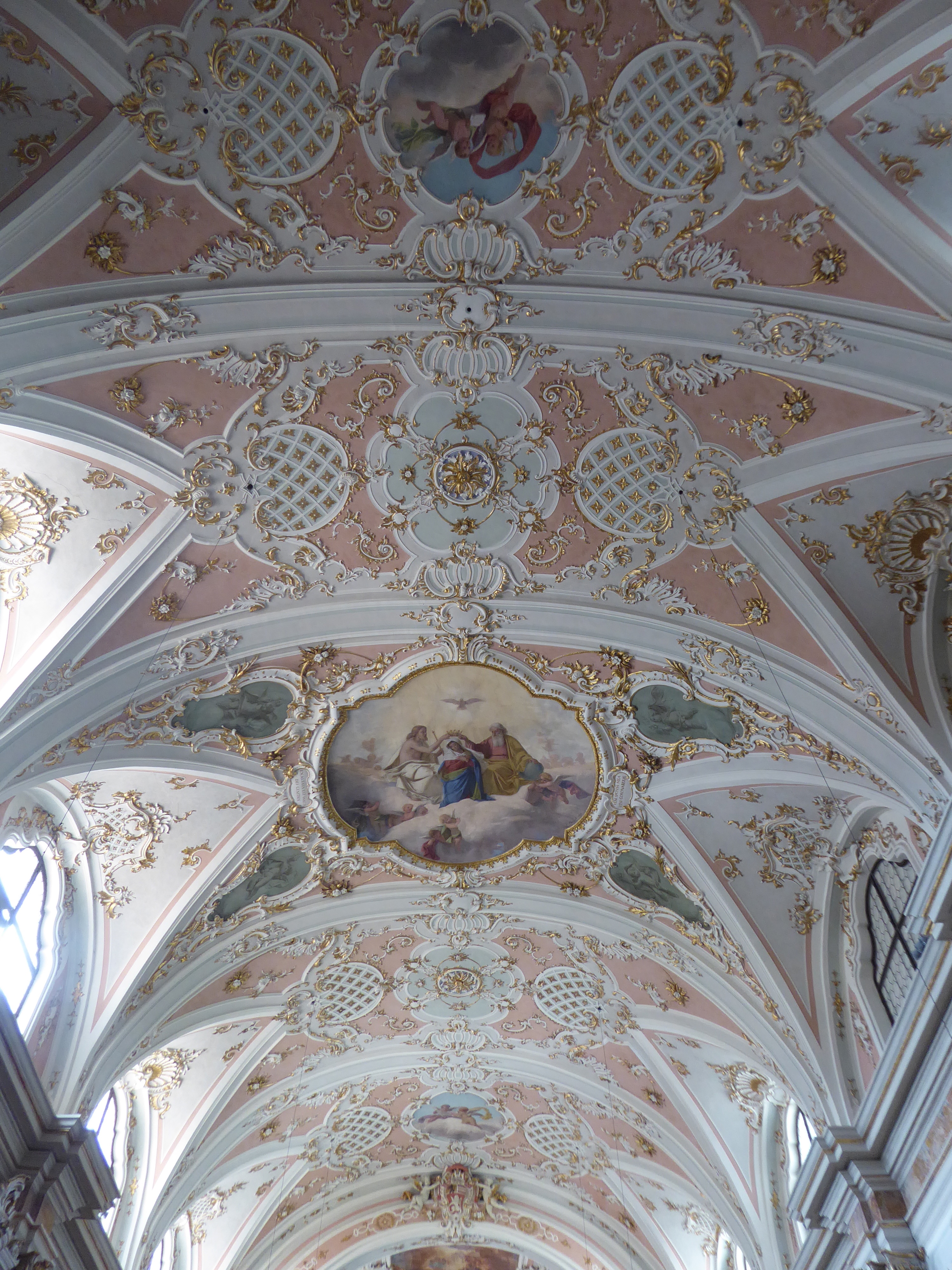
Decorazioni del soffitto

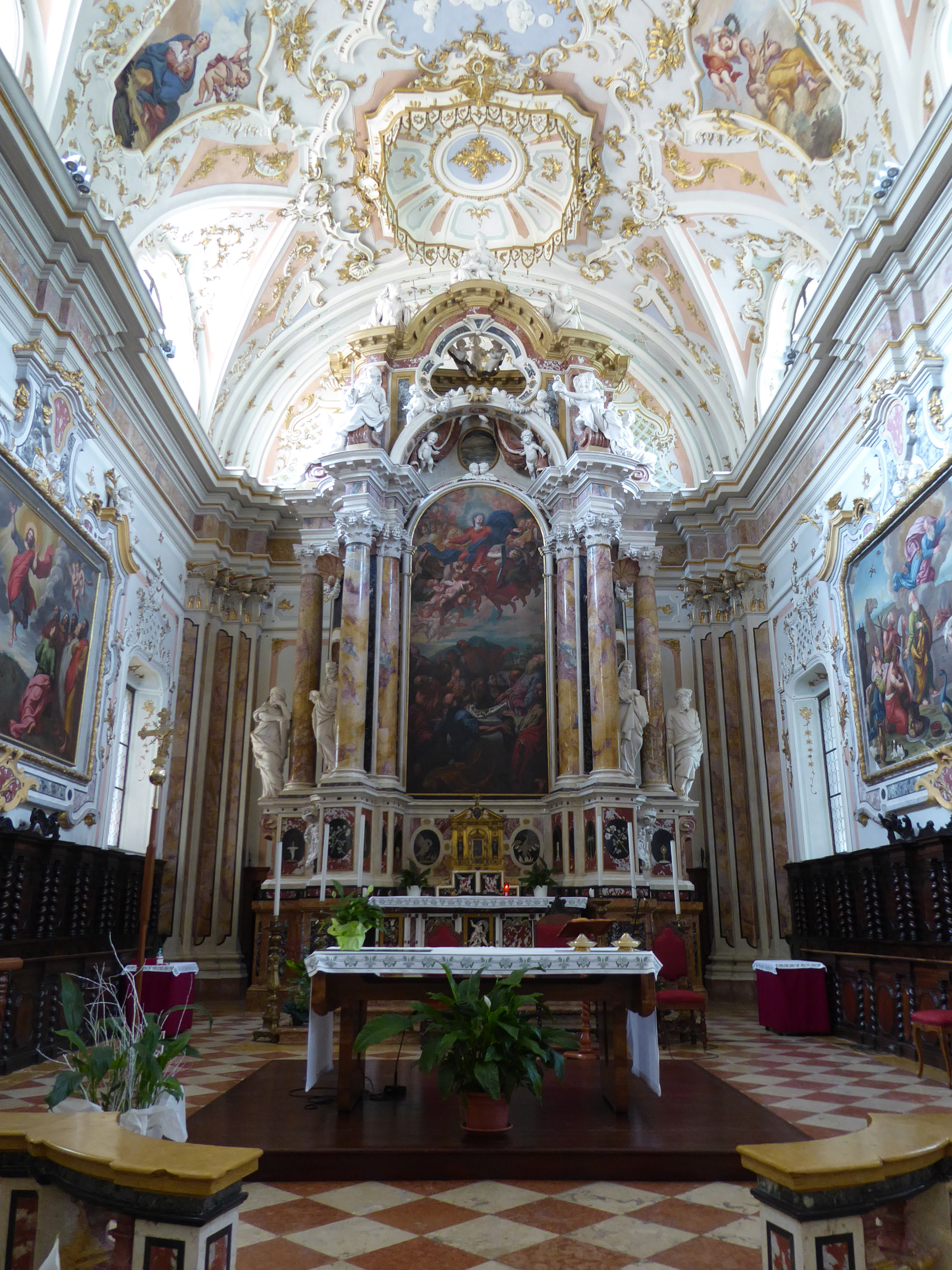
Altare maggiore

La prima attestazione storica dell'esistenza di questa chiesa risale al 1188, ma con tutta probabilità è precedente; essa svolgeva la funzione di pieve per la destra Adige da Isera fino ad Aldeno, ossia in sostanza il feudo su cui governava la famiglia Lodron. L'edificio è stato pesantemente rimaneggiato tra il 1600 e il 1800 e della struttura medievale rimane molto poco. La ricostruzione dell'originaria chiesa romanico-gotica fu commissionato dal principe-arcivescovo di Salisburgo Paride Lodron all'architetto Santino Solari, che aveva già sistemato la cappella di San Ruperto. I lavori proseguirono dal 1645 al 1650, con l'unificazione delle tre navate in una, e il capovolgimento dell'orientamento, e furono affidati alla direzione del capomastro Domenico Orsini.
Tra il 1696 e il 1700 venne costruito, per volere di Carlo Ferdinando Lodron, l'altare maggiore ad opera dei fratelli Cristoforo e Sebastiano Benedetti da Castione. La pala con l'Assunta venne dipinta da Nicolò Dorigati e gli intarsi della parte inferiore, con figure della cultura cristiana, furono direttamente seguiti dal committente.
A partire dal 1756 fu aggiunta la decorazione interna per volere di Massimo Settimo Lodron: negli anni 1756-58 i pilastri in muratura medievali furono rivestiti in marmo, su progetto di Teodoro Benedetti e ad opera di Valentino Villa, mentre gli affreschi al centro della volta e negli spazi tra le aperture furono opera di Gaspare Antonio Baroni Cavalcabò e Gerolamo Costantini. Fra il 1761 e il 1767 fu aggiunta la decorazione a stucco, ad opera di Giuseppe Canonica e di Giovanni Vittorio Baldoe, e gli stalli del coro in noce e radica, intagliati da Giovanni Battista Sani e Giacomo Chizzola di Mori. Infine, nel 1762, fu sistemato il pulpito marmoreo, opera dell'architetto Canonica.
Agli inizi dell'Ottocento fu realizzato l'organo, opera di Livio Tornaghi di Monza. Nel 1884 fu ricostruita la facciata, opera dell'architetto triestino Enrico Nordio, con portale neorinascimentale sormontato da una statua di Maria Immacolata. Per la realizzazione della nuova facciata venne abbattuta la cappella dedicati ai santi Antonio di Padova e Tecla, dove era posto il fonte battesimale. Nel 1897 la volta venne decorata dal pittore Luigi Cavenaghi e dallo stuccatore Pietro Calori.
Durante la prima guerra mondiale una bomba sfondò il muro del presbiterio, distruggendo uno dei dipinti e danneggiando l'altare maggiore.

## Descrizione

### Esterno
Un corridoio esterno, sopraelevato da un colonnato, collega la facciata, la cantoria e il pulpito alla sagrestia.

#### Campanile
Il campanile risale al primo edificio, ma è stato anch'esso pesantemente rimaneggiato e l'originale struttura muraria romanica è ora visibile solo all'interno. Dopo una sistemazione nel 1575, il campanile presenta una cuspide ottagonale e coppie di bifore, mentre l'affresco raffigurante san Cristoforo, emerso recentemente, risale al XIII secolo.
Antonio Lodron nel 1596 vi aggiunse tre campane, create dai maestri francesi Stefano e Giacomo; Nel 1776 altre campane furono aggiunte ad opera di Giuseppe Ruffini per volere dell'arciprete austriaco Massimiliano Lodron.

### Interno
L'interno è a navata unica; sono presenti sei altari laterali, tre a sinistra e tre a destra. A sinistra:
- Altare di sant'Antonio (1658), con la pala della Madonna con il Bambino che porge affettuosamente il rosario al Santo (circa 1700), opera di Antonio Gresta
- Altare (1655) con una tela del Crocifisso (1787) dipinta da Antonio Longo
- Altare (1651) con la Vergine che consegna il rosario a San Domenico (1783), di Giacomo Antonio Pellegrini

A destra:
- Altare di santa Tecla (1791), con il Martirio di Santa Tecla di Giorgio Telliè
- Altare con pala di San Giuseppe con il Bambino (1878) di Eugenio Prati
- Altare (1650) con pala dell'Immacolata (1923) di Giuseppe Balata

#### Cappella di San Ruperto

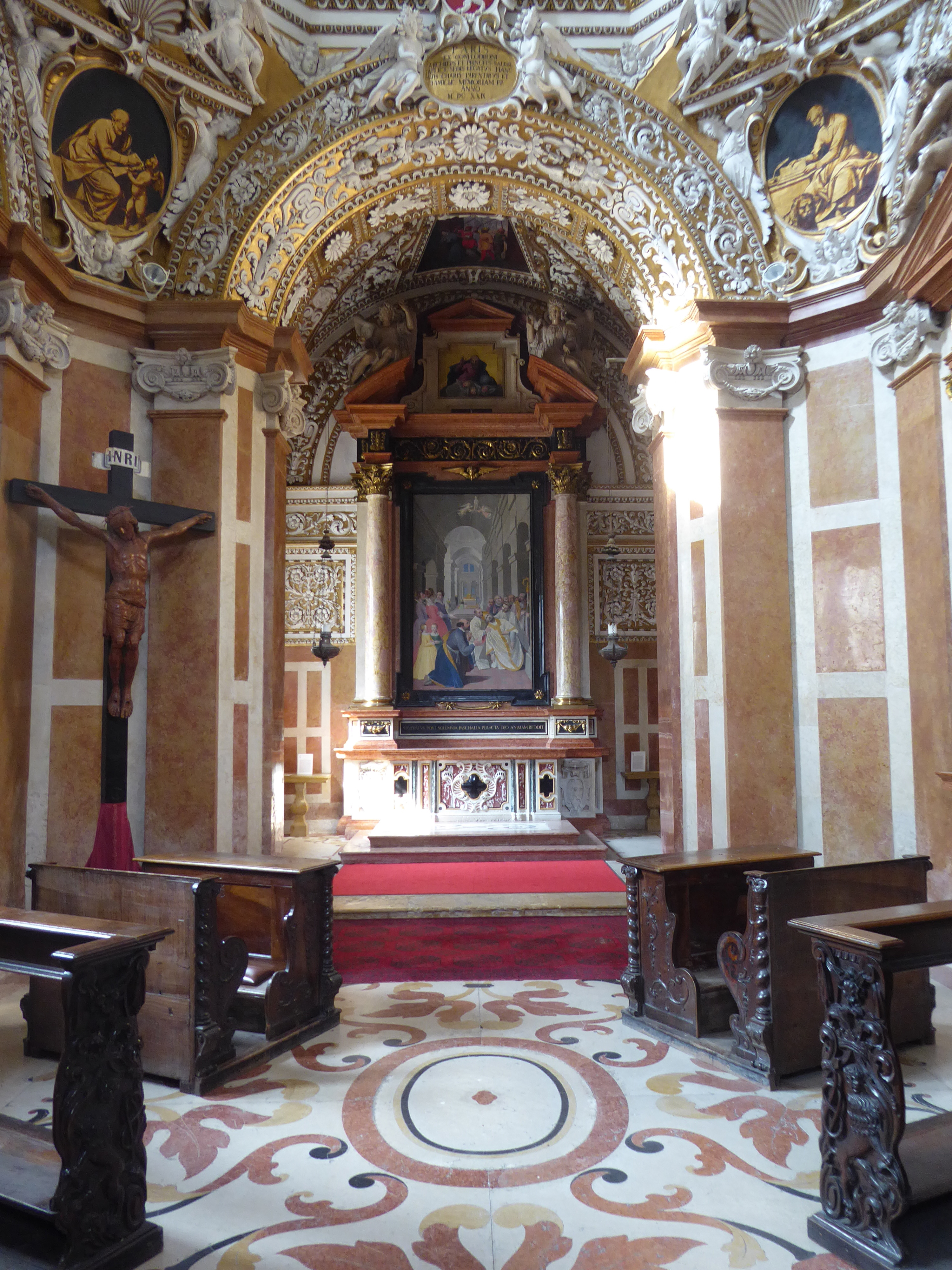
La cappella di San Ruperto

La Cappella di San Ruperto è uno degli esempi più importanti del Manierismo presenti nel territorio trentino. Situata sul lato settentrionale della chiesa, accanto al campanile, venne edificata per volere di Paride Lodron in memoria dei genitori Dorotea Welsperg e Nicolò Lodron. I lavori, diretti dall'architetto comasco Santino Solari, cominciarono intorno al 1626 e la cappella venne inaugurata nel 1629. La cappella è composta da un'aula a pianta quadrata, coperta da un alto tamburo sul quale poggia una cupola ottagonale, e da un più raccolto presbiterio a pianta rettangolare. Riccamente stuccata, la cappella ospita 21 dipinti su lastre di rame opera di Donato Mascagni, che costituiscono uno dei più significativi realizzati con questa tecnica.